# Ceilometer

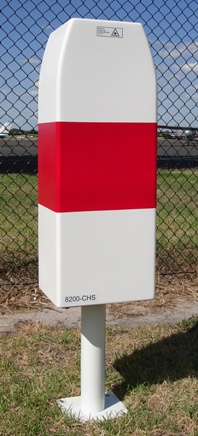
Laser ceilometer

Ceilometer (còn gọi là máy đo trần mây), là thiết bị sử dụng tia laser hoặc nguồn sáng khác để xác định chiều cao của trần mây hoặc chân mây. Máy đo trần mây cũng có thể được sử dụng để đo nồng độ khí dung trong khí quyển. Khi dựa trên laser, ceilometer trở thành một loại ma trận khí quyển. 
Ở Việt Nam, ceilometer được sử dụng như thiết bị đo và ghi lại độ cao tại vị trí xác định của một đám mây được tạo ra. Đi kèm với tính năng của nó, người ta cũng biết đến phổ biến về laser ceilometer (dụng cụ xác định tầng mây cao nhất dùng tia laze), sẽ được trình bày chi tiết dưới đây.

## Tia laser đo trần mây
Một máy đo trần mây sử dụng tia laser, bao gồm một laser thẳng đứng và một máy thu ở chung một vị trí. Một xung laser có thời lượng theo thứ tự nano tính theo giây được gửi qua khí quyển. Khi chùm tia đi qua bầu khí quyển, các phân tử nhỏ của ánh sáng bị tán xạ bởi các aerosols. Nói chung, kích thước của các hạt có kích thước tương tự như bước sóng của laser. Tình huống này dẫn đến Mie được tán xạ. Một thành phần nhỏ của ánh sáng tán xạ này được định hướng trở lại lidar. Thời gian của tín hiệu thu được có thể được chuyển thành phạm vi không gian, z, bằng cách sử dụng tốc độ ánh sáng. Nó có công thức sau:
{\displaystyle distance={\frac {c\delta t}{2}}}